# Uwe Hünemeier
Uwe Hünemeier (Gütersloh, Alemania Federal, 9 de enero de 1986) es un exfutbolista alemán que jugaba de defensa.

## Trayectoria
Hünemeier entró a las inferiores del Borussia Dortmund en el año 2000 proveniente del FC Gütersloh. En 2004 fue incluido en el plantel del segundo equipo del club, el Borussia Dortmund II, y al año siguiente firmó contrato con el primer equipo. Debutó en la Bundesliga el 17 de diciembre de 2005 contra el Bayern de Múnich.
El defensor fichó por el Brighton & Hove Albion en agosto de 2015, en ese entonces en la EFL Championship. El alemán logró junto al equipo el ascenso a la Premier League en la temporada 2016-17 al quedar en segundo lugar.
Ya en la primera división inglesa, Hünemeier perdió protagonismo en la titularidad, a la sombra de la dupla defensiva de Lewis Dunk y Shane Duffy. El 15 de octubre de 2017 debutó en la Premier en el empate 1-1 ante el Everton.
En mayo de 2018, el SC Paderborn fichó a Hünemeier.

## Selección nacional
Hünemeier jugó tres encuentros con la selección de Alemania sub-17 en 2003.

## Estadísticas
Actualizado al último partido disputado en su carrera deportiva.
| Club                                    | Div.          | Temporada     | Liga  | Liga  | Copas nacionales | Copas nacionales | Copas internacionales | Copas internacionales | Total | Total |
| Club                                    | Div.          | Temporada     | Part. | Goles | Part.            | Goles            | Part.                 | Goles                 | Part. | Goles |
| --------------------------------------- | ------------- | ------------- | ----- | ----- | ---------------- | ---------------- | --------------------- | --------------------- | ----- | ----- |
| Borussia Dortmund II · Alemania         | 4.ª           | 2004-05       | 11    | 0     | ―                | ―                | ―                     | ―                     | 11    | 0     |
| Borussia Dortmund II · Alemania         | 4.ª           | 2006-07       | 27    | 1     | ―                | ―                | ―                     | ―                     | 27    | 1     |
| Borussia Dortmund II · Alemania         | 4.ª           | 2007-08       | 36    | 3     | ―                | ―                | ―                     | ―                     | 36    | 3     |
| Borussia Dortmund II · Alemania         | 4.ª           | 2008-09       | 23    | 3     | ―                | ―                | ―                     | ―                     | 23    | 3     |
| Borussia Dortmund II · Alemania         | 3.ª           | 2009-10       | 33    | 6     | ―                | ―                | ―                     | ―                     | 33    | 6     |
| Borussia Dortmund II · Alemania         | Total club    | Total club    | 130   | 13    | 0                | 0                | 0                     | 0                     | 130   | 13    |
| Borussia Dortmund · Alemania            | 1.ª           | 2005-06       | 2     | 0     | 0                | 0                | ―                     | ―                     | 2     | 0     |
| Borussia Dortmund · Alemania            | 1.ª           | 2006-07       | 1     | 0     | 0                | 0                | ―                     | ―                     | 1     | 0     |
| Borussia Dortmund · Alemania            | 1.ª           | 2008-09       | 1     | 0     | 0                | 0                | ―                     | ―                     | 1     | 0     |
| Borussia Dortmund · Alemania            | 1.ª           | 2009-10       | 1     | 0     | 0                | 0                | ―                     | ―                     | 1     | 0     |
| Borussia Dortmund · Alemania            | Total club    | Total club    | 5     | 0     | 0                | 0                | 0                     | 0                     | 5     | 0     |
| Energie Cottbus · Alemania              | 2.ª           | 2010-11       | 30    | 9     | 4                | 0                | ―                     | ―                     | 34    | 9     |
| Energie Cottbus · Alemania              | 2.ª           | 2011-12       | 25    | 1     | 1                | 0                | ―                     | ―                     | 26    | 1     |
| Energie Cottbus · Alemania              | 2.ª           | 2012-13       | 23    | 0     | 1                | 0                | ―                     | ―                     | 24    | 0     |
| Energie Cottbus · Alemania              | Total club    | Total club    | 78    | 10    | 6                | 0                | 0                     | 0                     | 84    | 10    |
| SC Paderborn 07 · Alemania              | 2.ª           | 2013-14       | 33    | 2     | 2                | 0                | ―                     | ―                     | 35    | 2     |
| SC Paderborn 07 · Alemania              | 1.ª           | 2014-15       | 32    | 2     | 1                | 0                | ―                     | ―                     | 33    | 2     |
| SC Paderborn 07 · Alemania              | 2.ª           | 2015-16       | 2     | 0     | 1                | 0                | ―                     | ―                     | 3     | 0     |
| Brighton & Hove Albion F. C. Inglaterra | 2.ª           | 2015-16       | 15    | 0     | ―                | ―                | ―                     | ―                     | 15    | 0     |
| Brighton & Hove Albion F. C. Inglaterra | 2.ª           | 2016-17       | 11    | 1     | 4                | 0                | ―                     | ―                     | 15    | 1     |
| Brighton & Hove Albion F. C. Inglaterra | 1.ª           | 2017-18       | 1     | 0     | 5                | 0                | ―                     | ―                     | 6     | 0     |
| Brighton & Hove Albion F. C. Inglaterra | Total club    | Total club    | 27    | 1     | 9                | 0                | 0                     | 0                     | 36    | 1     |
| SC Paderborn 07 · Alemania              | 2.ª           | 2018-19       | 22    | 1     | 4                | 3                | ―                     | ―                     | 26    | 4     |
| SC Paderborn 07 · Alemania              | 1.ª           | 2019-20       | 16    | 1     | 1                | 1                | ―                     | ―                     | 17    | 2     |
| SC Paderborn 07 · Alemania              | 2.ª           | 2020-21       | 26    | 2     | 2                | 0                | ―                     | ―                     | 28    | 2     |
| SC Paderborn 07 · Alemania              | 2.ª           | 2021-22       | 29    | 0     | 1                | 0                | ―                     | ―                     | 30    | 0     |
| SC Paderborn 07 · Alemania              | 2.ª           | 2022-23       | 22    | 0     | 3                | 0                | ―                     | ―                     | 25    | 0     |
| SC Paderborn 07 · Alemania              | Total club    | Total club    | 182   | 8     | 15               | 4                | 0                     | 0                     | 197   | 12    |
| Total carrera                           | Total carrera | Total carrera | 422   | 32    | 30               | 4                | 0                     | 0                     | 452   | 36    |
| 1.                                      |               |               |       |       |                  |                  |                       |                       |       |       |

## Palmarés

### Títulos nacionales
| Título            | Club                 | País     | Año     |
| ----------------- | -------------------- | -------- | ------- |
| Regionalliga West | Borussia Dortmund II | Alemania | 2008-09 |